# Tragenweiler
Tragenweiler ist eine abgegangene Siedlung etwa einen Kilometer südlich von Berghülen. Der Ortsname ist von dem Personennamen „Drago“ abgeleitet. Die Entstehung des Ortes ist etwa im 8. Jahrhundert anzusiedeln.
Die erste Nennung von Tragenweiler fand laut Überlieferung des Klosters  Blaubeuren bereits vor 1100 statt, als Graf Heinrich von Tübingen seinen dortigen Besitz an dieses Kloster schenkte. Ulrich von Weiler übertrug 1359 seine Güter in Tragenweiler an das Kloster Blaubeuren. Der Ort wurde 1447 beim Verkauf durch Konrad von Helfenstein an das Haus Württemberg noch erwähnt. Auch im 18. Jahrhundert wurde der Ort noch als selbständige Einheit geführt.